# Poa petrosa
Poa petrosa là một loài cỏ trong họ hòa thảo, thuộc chi poa.